# Hrayr Mkoyan
Hrayr Mkoyan, né le 2 septembre 1986 à Léninakan en Arménie, est un footballeur international arménien, qui évolue au poste de défenseur. 
Il compte 33 sélections et 1 but en équipe nationale depuis 2009.

## Biographie

### Carrière de joueur
Hrayr Mkoyan dispute dix matchs en Ligue Europa, pour un but inscrit et deux matchs en Coupe Intertoto.

### Carrière internationale
Hrayr Mkoyan compte 33 sélections et 1 but avec l'équipe d'Arménie depuis 2009. 
Il est convoqué pour la première fois par le sélectionneur national Vardan Minasyan pour un match des éliminatoires de la Coupe du monde 2010 contre la Belgique le 9 septembre 2009 (victoire 2-1). Par la suite, le 13 juin 2015, il inscrit son premier but en sélection contre le Portugal, lors d'un match des éliminatoires de l'Euro 2016 (défaite 3-2).

## Palmarès
- Avec l'Ararat Erevan
  - Vainqueur de la Coupe d'Arménie en 2008.

- Avec le Mika Ashtarak
  - Vainqueur de la Coupe d'Arménie en 2011.